# Podul Eiffel
Podul Eiffel este un pod metalic peste Prut dintre Ungheni (Republica Moldova) și comuna Ungheni (România). În prezent poartă numele inginerului francez Gustave Eiffel.

## Istoric
Înainte de Al Doilea Război Mondial, 27 de poduri au legat malurile Prutului între teritorile care astăzi aparțin Republicii Moldova și României.
La 6/18 mai 1872 a fost încheiată la București convenția româno-rusă privind joncțiunea liniilor ferate ruse cu cele române, pe relația Iași–Chișinău.
Primul pod, metalic, a fost edificat după proiectul inginerului rus Nikolai Beleliubski între 1874-1876, primele trupe ruse trecând pe pod în 1877. Datorită unui proces de testare care a mai durat încă 5 ani, podul a intrat în uzul civil de abia în 1881. Acesta a fost aruncat în aer de trupele ruse în retragere la 22 iunie 1941, fiind refăcut pentru necesitățile trupelor germano-române. Bombardat în 1944, a fost refăcut de ruși în perioada 1944-1946.
La 6 mai 1990, actualul pod a fost elementul central al acțiunii Podul de flori de peste râul Prut, când zeci de mii de români de pe cele două maluri ale râului s-au reîntâlnit și s-au îmbrățișat, după circa jumătate de secol de înstrăinare. Considerându-se în mod eronat că  autorul proiectului ar fi Gustave Eiffel, numele său a fost adoptat ca nume oficial al podului, cu începere de la 20 aprilie 2012, printr-o decizie a Consiliului orășenesc Ungheni.

## Galerie de imagini

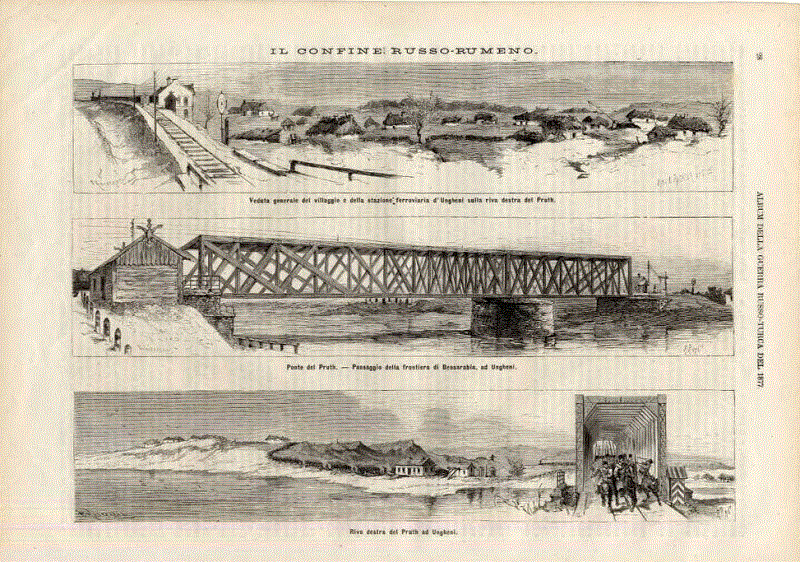
Gravură britanică
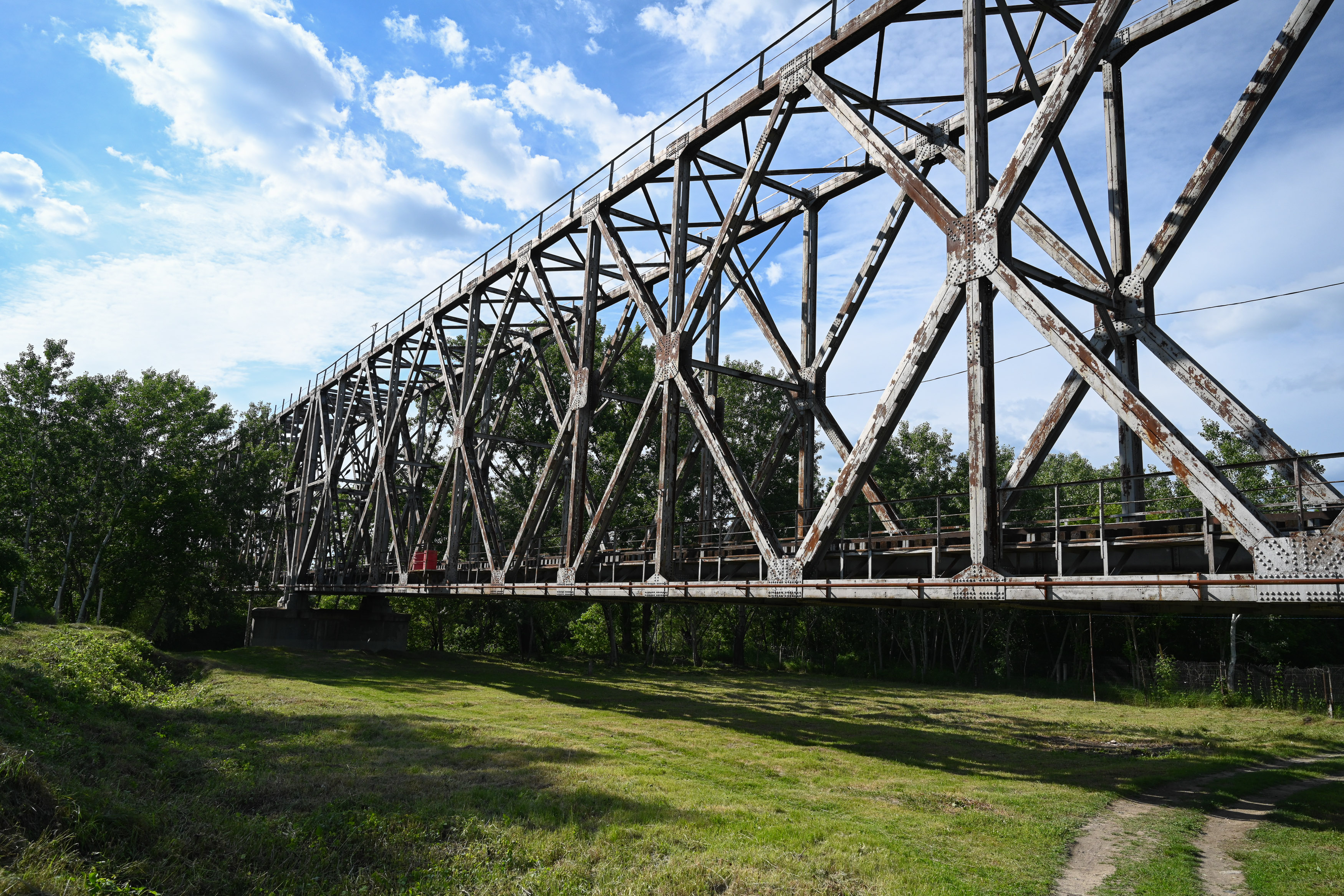
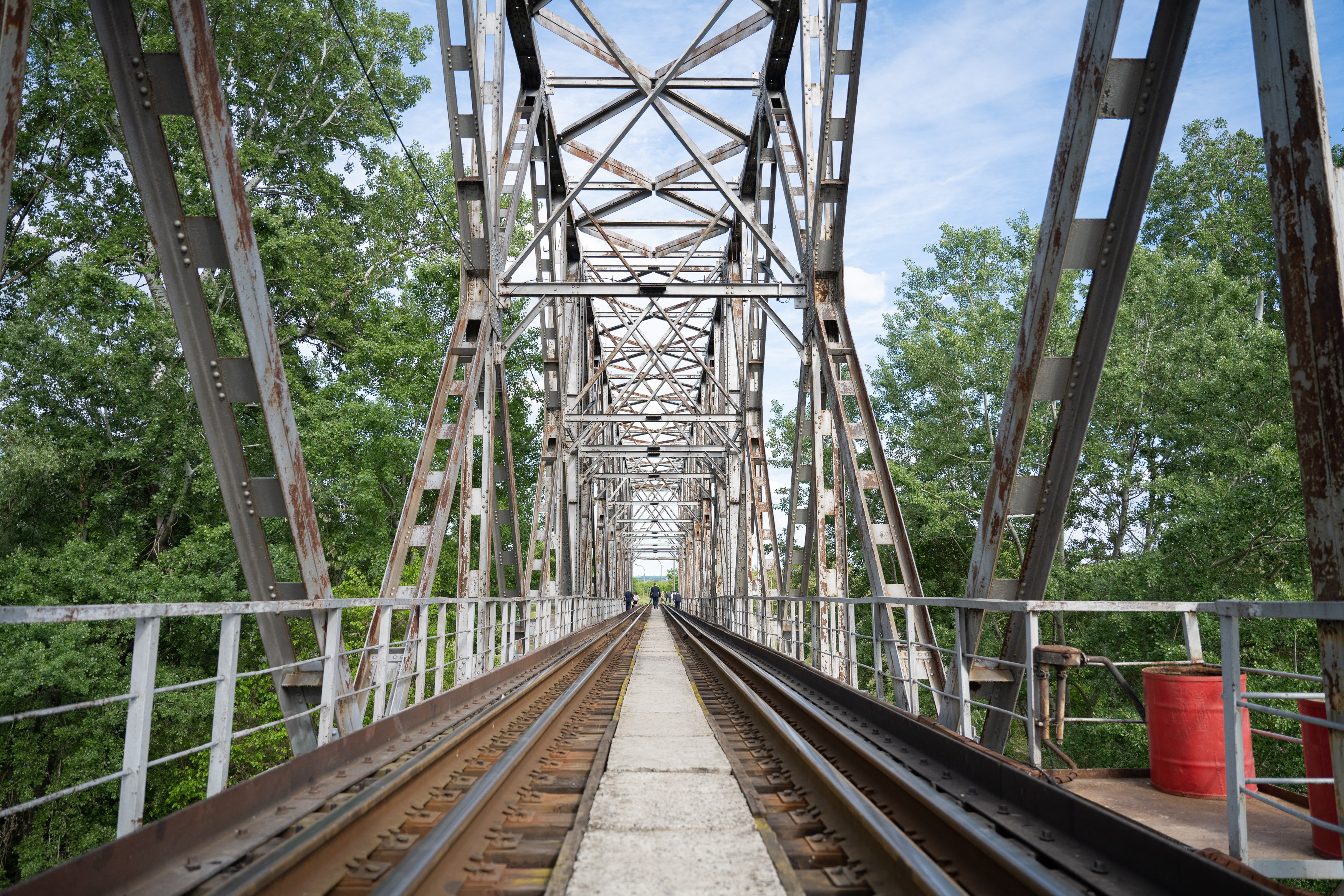
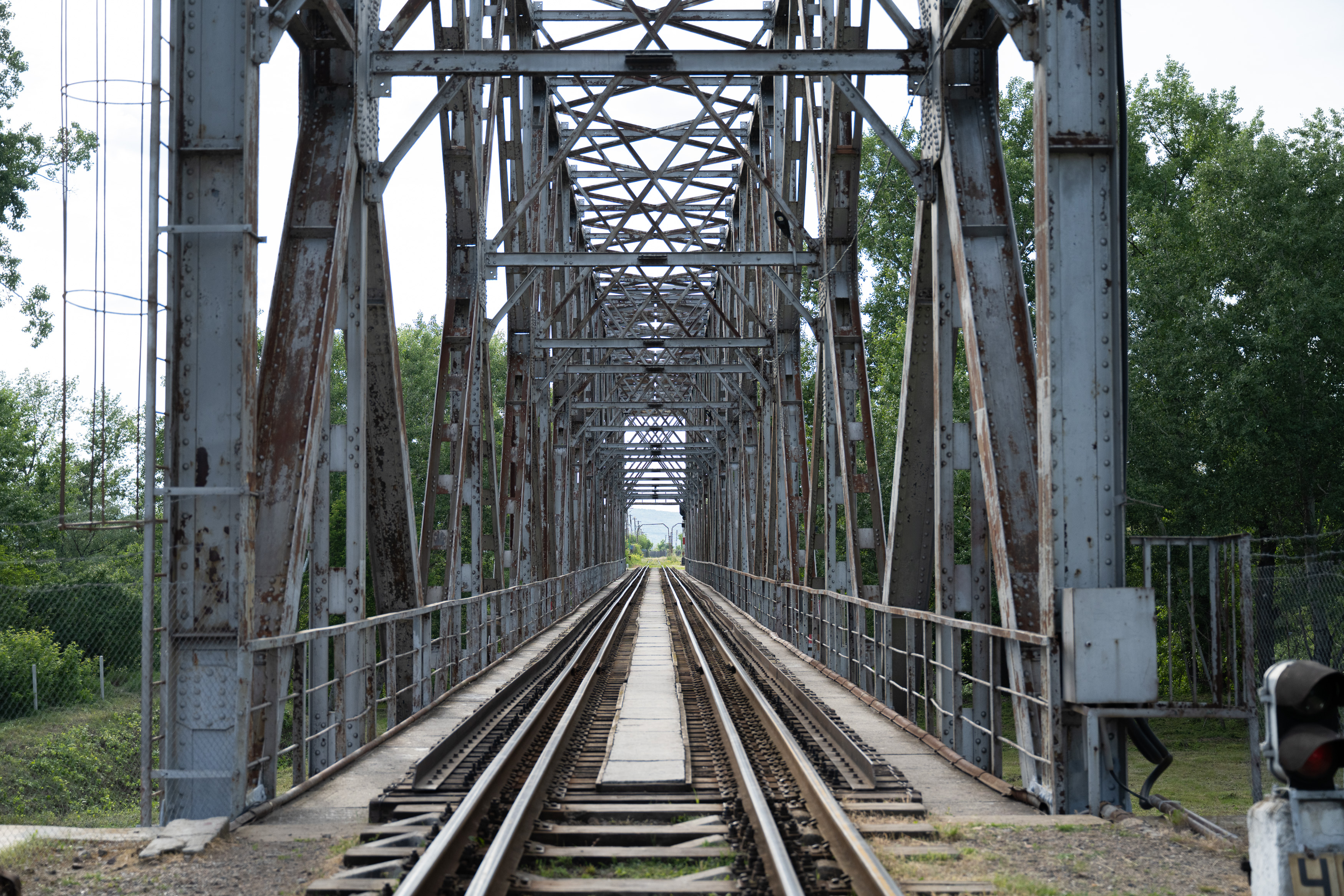
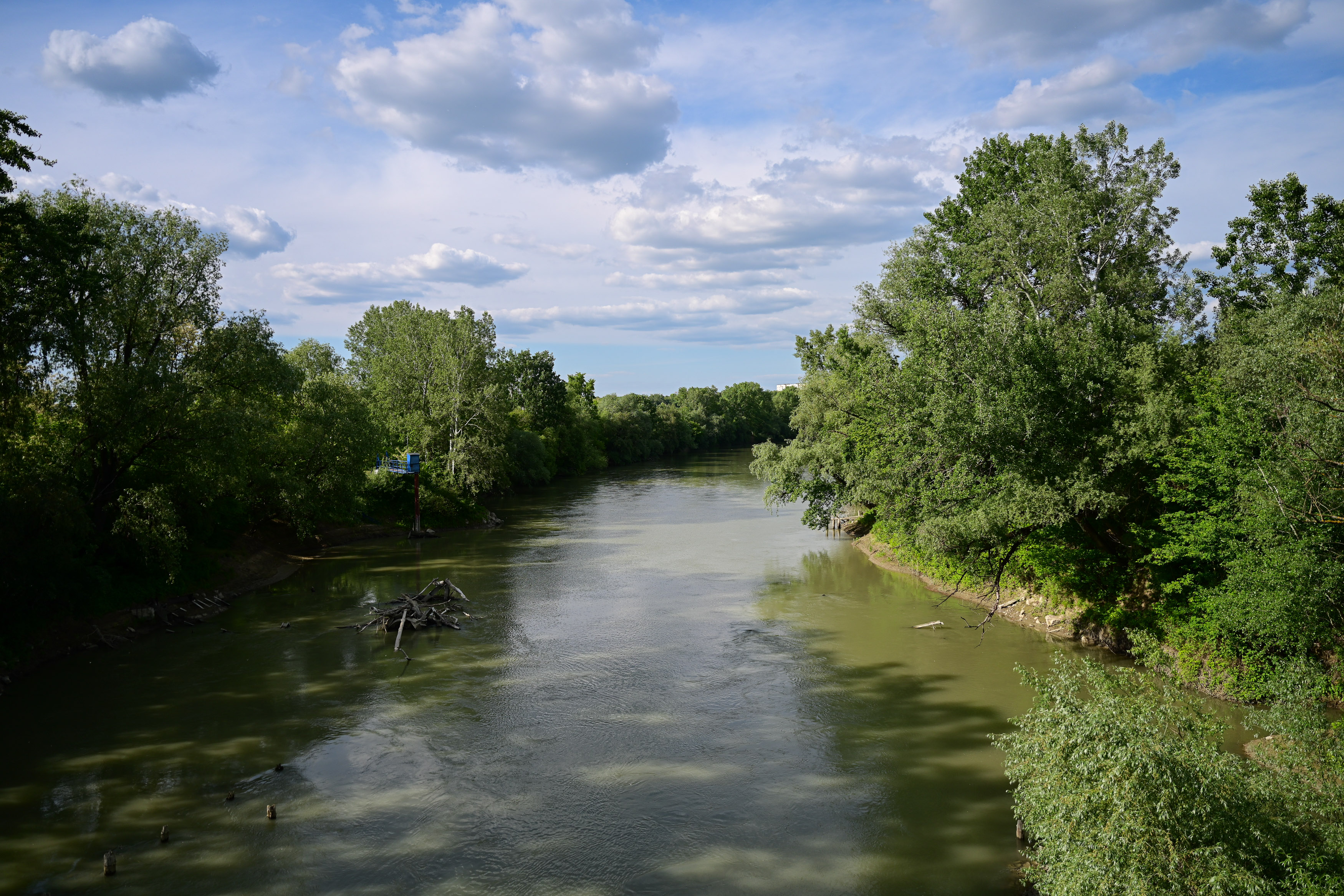